# Pierre André Grobon
Pour les articles homonymes, voir Grobon.
Pierre André Grobon, né le 6 janvier 1767 à Saint-Méen en Ille-et-Vilaine et mort le 7 juin 1815 aux Sables d'Olonne, est un général français de la Révolution et de l’Empire.

## Biographie

### Début de carrière sous l'Ancien Régime
Soldat dans le régiment d'infanterie de Penthièvre le 26 mars 1784, il passe dans les grenadiers le 5 juin 1785, et obtient son congé le 25 novembre 1790.

### Officier de la Révolution
Nommé capitaine de la Garde nationale de son canton le 24 décembre et major le 1er janvier 1791, il entre comme volontaire dans le 3e bataillon d'Ille-et-Vilaine le 10 août 1792 et y est élu capitaine au moment du départ de ce bataillon pour l'armée des côtes de Brest le 25 août de la même année. Chef de bataillon à l'armée des côtes de La Rochelle le 23 septembre 1793, il est blessé d'un coup de feu à la cuisse droite à l'affaire du bois de Chenet, en Vendée, en attaquant une colonne de huit cents chouans qu'il défait, et auxquels il enlève deux pièces de 4 et un caisson. À l'armée des côtes de Cherbourg, il reprend aux environs de Mortagne, le 28 floréal, un convoi considérable de munitions et un détachement de cent volontaires de la Côte-d'Or, dont les Vendéens s'étaient emparés le matin.
Le 20 fructidor, se trouvant au Pont-Charron avec quatre hommes, il fait mettre bas les armes à vingt-cinq révoltés, et, le 4 messidor an III, il met en déroute, avec 300 hommes, une colonne de 1 200 royalistes, lui fait soixante prisonniers, et reprend cinquante voitures chargées de grains provenant du pillage de la ville de Josselin. Le 18 germinal an IV, à la descente des Anglo-Émigrés dans la presqu'île de Quiberon, il s'élance dans l'eau avec son cheval, retient une chaloupe remplie d'émigrés et les fait prisonniers. Il reçoit, le même jour, dans une charge, un coup de sabre à l'épaule gauche.
Compris, avec son grade, dans l'organisation de la 52e demi-brigade de deuxième formation, à l'armée des côtes de l'Océan, le 1er vendémiaire an V, il est intégré à l'armée d'Angleterre pendant les ans VI, VII et VIII, et envoyé en Italie en l'an IX. Au passage du Mincio le 5 nivôse, il franchit le fleuve sur le premier pont, à la tête de trois compagnies de grenadiers de la 52e, enlève de vive force les avant-postes de Valeggio, s'y maintient malgré le feu de l'ennemi, et, dans la journée, il se porte le premier sur le pont du château en tête de la brigade Bisson, s'empare de deux pièces de canon, et contribue beaucoup à la reddition de cette forteresse.
Le 1er janvier 1794, à Nantes, il épouse la fille d'Henri de Navière. Ils seront les parents du général Pierre de Grobon (1796-1875) et le grand-père d'Edmond Doré-Graslin.

### Sous le Premier Empire
Compris, comme membre de la Légion d'honneur, dans la promotion du 25 prairial an XII, il fait avec distinction, la campagne de 1805 en Italie à la tête d'un régiment de grenadiers dont le maréchal Masséna lui a confié le commandement. Passé dans le royaume de Naples en 1806, il vient en Toscane en 1808, fait la campagne d'Autriche en 1809, sous les ordres d'Eugène de Beauharnais, reçoit une balle dans le bas-ventre au passage de la Piave le 8 mai, et est promu au grade de major dans le 30e régiment d'infanterie le 30 mai suivant. Baron de l'Empire par lettres patentes du 1er juillet, il assiste le 5 à la première journée de la bataille de Wagram, où une balle lui fracasse la jambe gauche. 
Le 27 du même mois, il est promu colonel du 53e de ligne qu'il commande dans les États romains jusqu'à la fin de 1811, et fait à sa tête, la campagne de Russie. Il retourne en Italie au commencement de 1813, est nommé officier de la Légion d'honneur le 12 février, et participe à la formation du corps d'observation de l'Adige. Blessé d'un coup de feu à la main droite à l'affaire de Tchernolz[Quoi ?] au-delà de la Piave le 15 septembre 1813, il obtient le grade de général de brigade le 1er janvier 1814, rentre en France à la paix et est mis en non-activité.

### Mort au combat
Au retour de Napoléon Ier, le général Travot confie au général Grobon le 26 mai 1815, le commandement des gardes nationales actives de Nantes. À la tête de ces troupes, il bat les royalistes à Saint-Gilles le 3 juin, mais blessé au cours de l'action, il est emmené aux Sables d'Olonne où il meurt le 7 juin 1815. Sa sépulture est au cimetière de la ville.

## Sources
- « Pierre André Grobon », dans Charles Mullié, Biographie des célébrités militaires des armées de terre et de mer de 1789 à 1850, 1852 [détail de l’édition]
- (en) « Generals Who Served in the French Army during the Period 1789 - 1814: Eberle to Exelmans »
- Thierry Pouliquen, « Les généraux français et étrangers ayant servis [sic] dans la Grande Armée » (consulté le 26 décembre 2013)